# Volvo 262C
La Volvo 262 C est un coupé automobile du constructeur Volvo produit entre 1977 et 1982 à 6 622 exemplaires. Il s'agissait de la version la plus cossue de la série 200 chez Volvo. C'est Bertone qui se chargea de sa production dans son usine de Turin.
Elle prit la succession de la 262 dans la gamme Volvo, une version coupé de la 264 à destination des États-Unis. Dans la gamme Volvo, on peut affirmer qu'elle est une lointaine descendante du coupé P1800 des années 1960.

## Création
Au milieu des années 1970, une équipe de cadres du constructeur Ford, mené par Henry Ford II visitèrent une usine Volvo. Ils apportèrent avec eux une Lincoln Continental Mark IV qui était testée par les cadres de chez Volvo. Le Suédois n'avait pas les capacités pour produire un véhicule de faible volume. C'est donc Bertone qui fut choisi pour produire le coupé, dont la conception fut interne.
Il ne s'agit pas du premier coupé dans la gamme 200. Volvo avait déjà lancé une 242 munie d'un 2 litres de 82 ch produite entre 1974 et 1984. Dès 1975, une 262 fut également disponible avec un V6 dont la destination principale était les États-Unis. Elle sera remplacée par la 262 C.

### Première série (1977-1980)
C'est au salon de Genève 1977 qu'est présentée la 262 C. Il s'agit d'une 262 recevant un toit en vinyle ainsi qu'une calandre inédite. Le groupe motopropulseur, la suspension, le plancher et la plupart des panneaux de carrosserie étaient repris de la berline 260. Bertone produisit les piliers de toit, le pare-brise, le capot et la partie supérieure des portières.
Elle reçut le V6 PRV 2,8 litres de 155 ch et atteint les 185 km/h en vitesse de pointe. Ce fut également la première voiture à disposer d'une sonde lambda sur un moteur en V.
Elle était équipée très luxueusement avec climatisation, régulateur de vitesse, sièges chauffants, ronce de noyer sur la planche de bord, vitres électriques, direction assistée. Les seules options disponibles furent la chaîne stéréo, le différentiel à glissement limité et une boîte automatique à trois vitesses Borg-Warner à la place de la manuelle 4-vitesses de série. Elle n'était disponible qu'en peinture couleur argent métallisée et le toit en vinyle. En 1978 apparaît la couleur or métallisée avec toit en vinyle noir ou marron.
Reprenant l'empattement de la berline 262, la 262 C dispose d'une habitabilité intérieure excellente par rapport à la concurrence, sur le marché des coupés luxueux comme les Mercedes-Benz 280 CE et Cadillac Eldorado. Elle était destinée principalement au marché nord-américain.

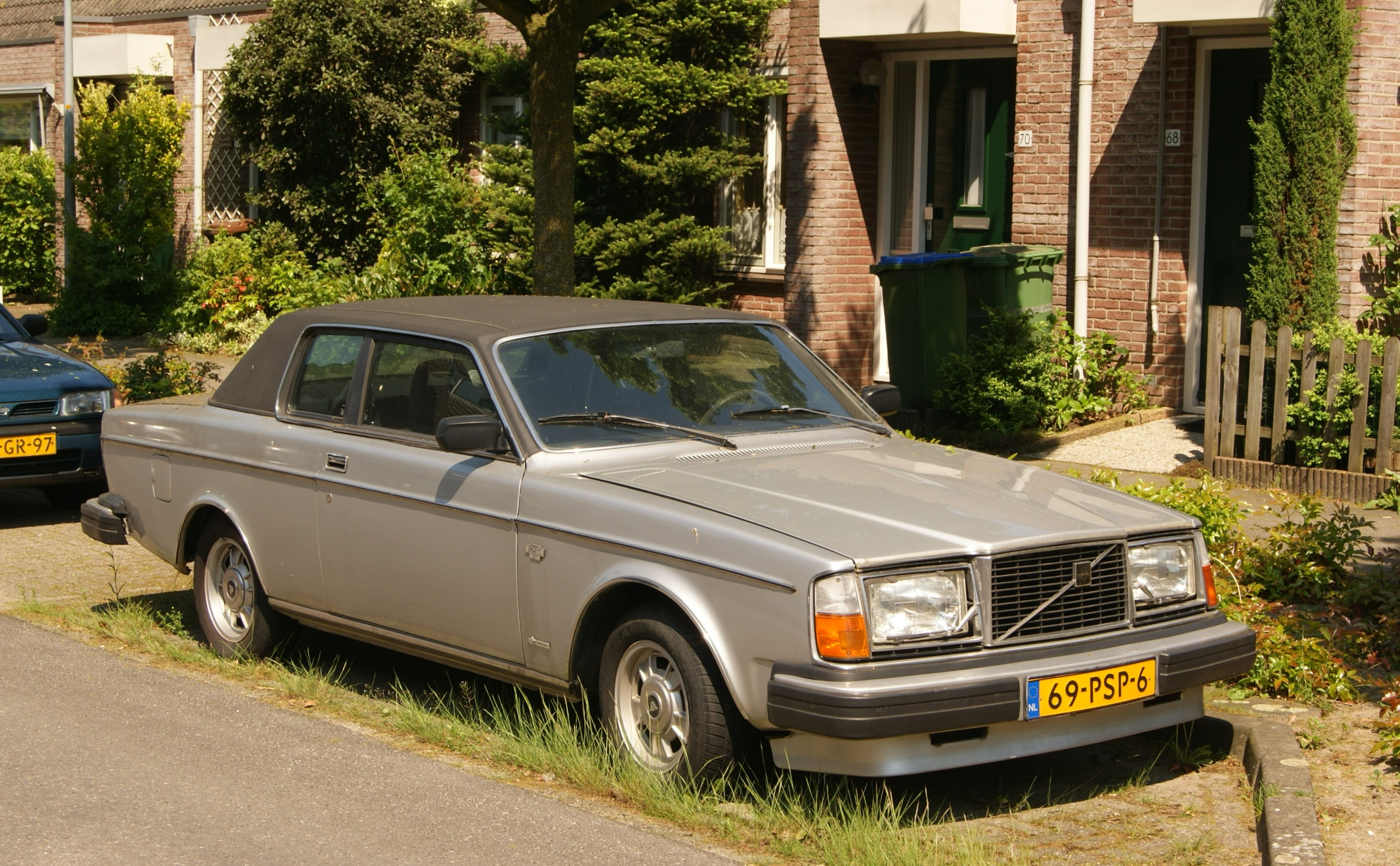
Volvo 262 C (1977-1980)
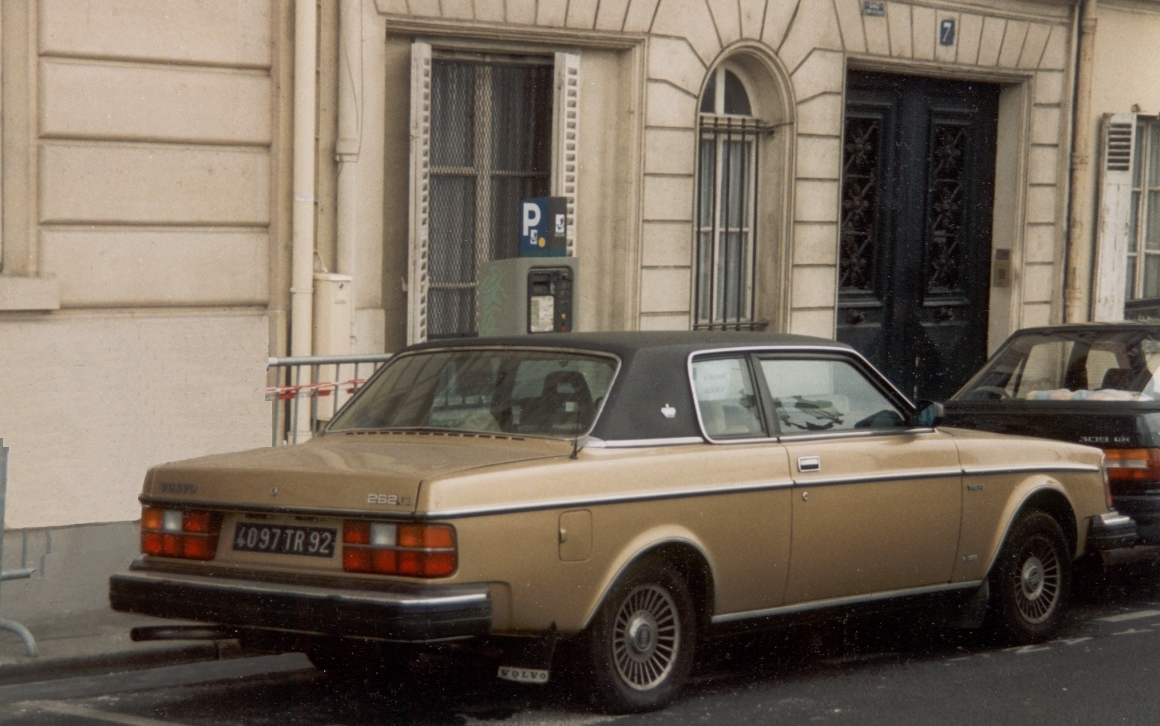
Volvo 262 C (1977-1980)

### Deuxième série (1980-1981)
Comme la berline et le break, elle connaît un lifting en août 1980 avec des nouveaux clignotants, des phares et des pare-chocs modifiés. Le 2,7 litres est réalésé et passe à 2,8 litres et la puissance atteint 155 ch. Elle abandonne le toit en vinyle noir et voit son éventail de coloris s’accroître avec l'arrivée du noir, du brun et du bleu clair métallisée.
En 1981, la série 200 est réorganisée. La famille 260 disparaît (les berlines 264 et le coupé 262 C, mais pas le break 265) car le V6 est devenu l’apanage de la berline 760. La 262 C est remplacée dans la gamme par la 242 qui reçoit un 2 litres turbo de 155 ch. Elle quittera le catalogue en 1984 lors de l'arrêt progressif de la série 200 (qui a perduré jusqu'en 1993).
Au total, 6 622 exemplaires de la 262 C furent produits entre 1977 et 1981. Les trois quarts de la production furent exportés aux États-Unis.

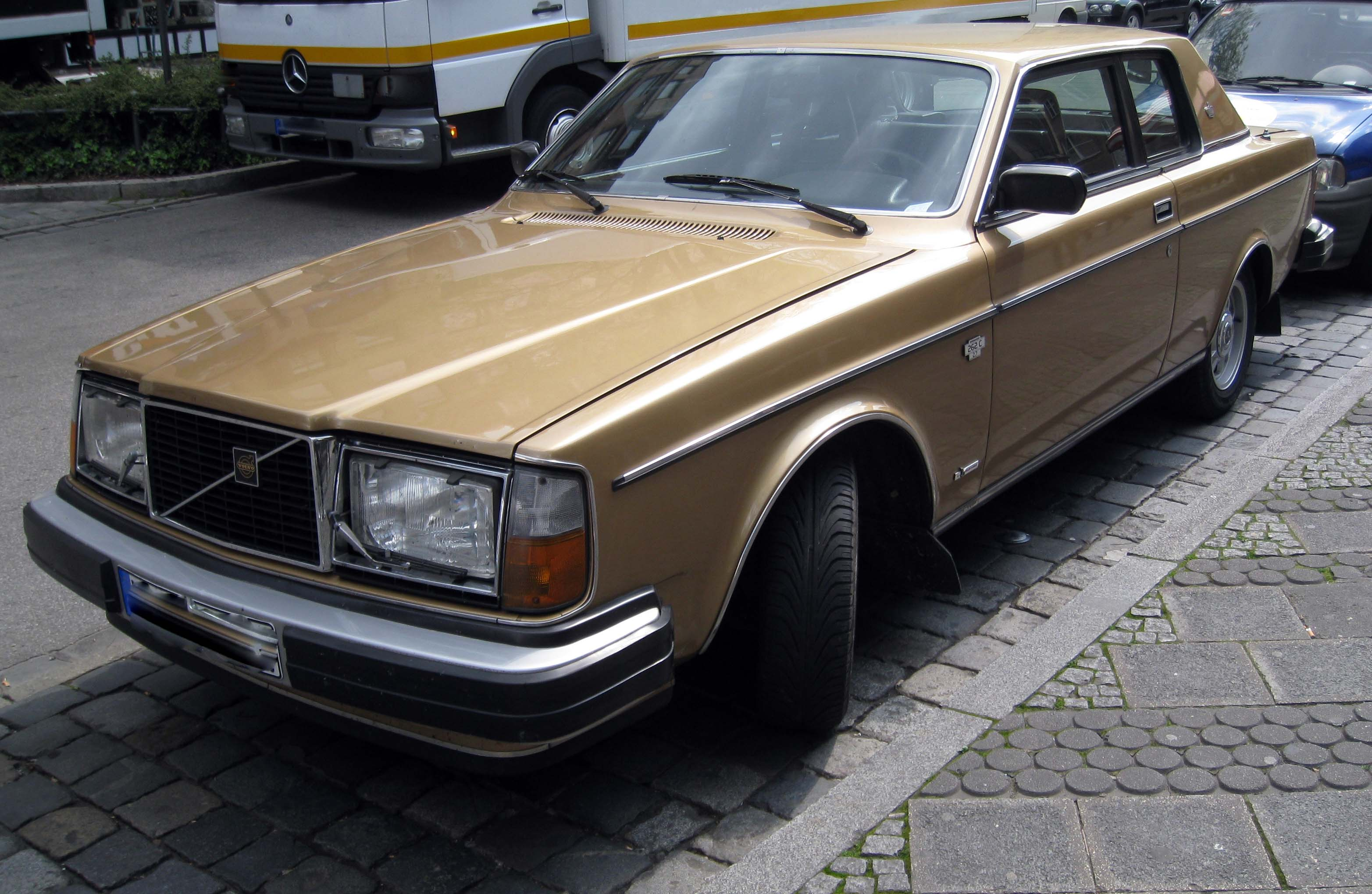
Volvo 262 C (1980 - 1981)
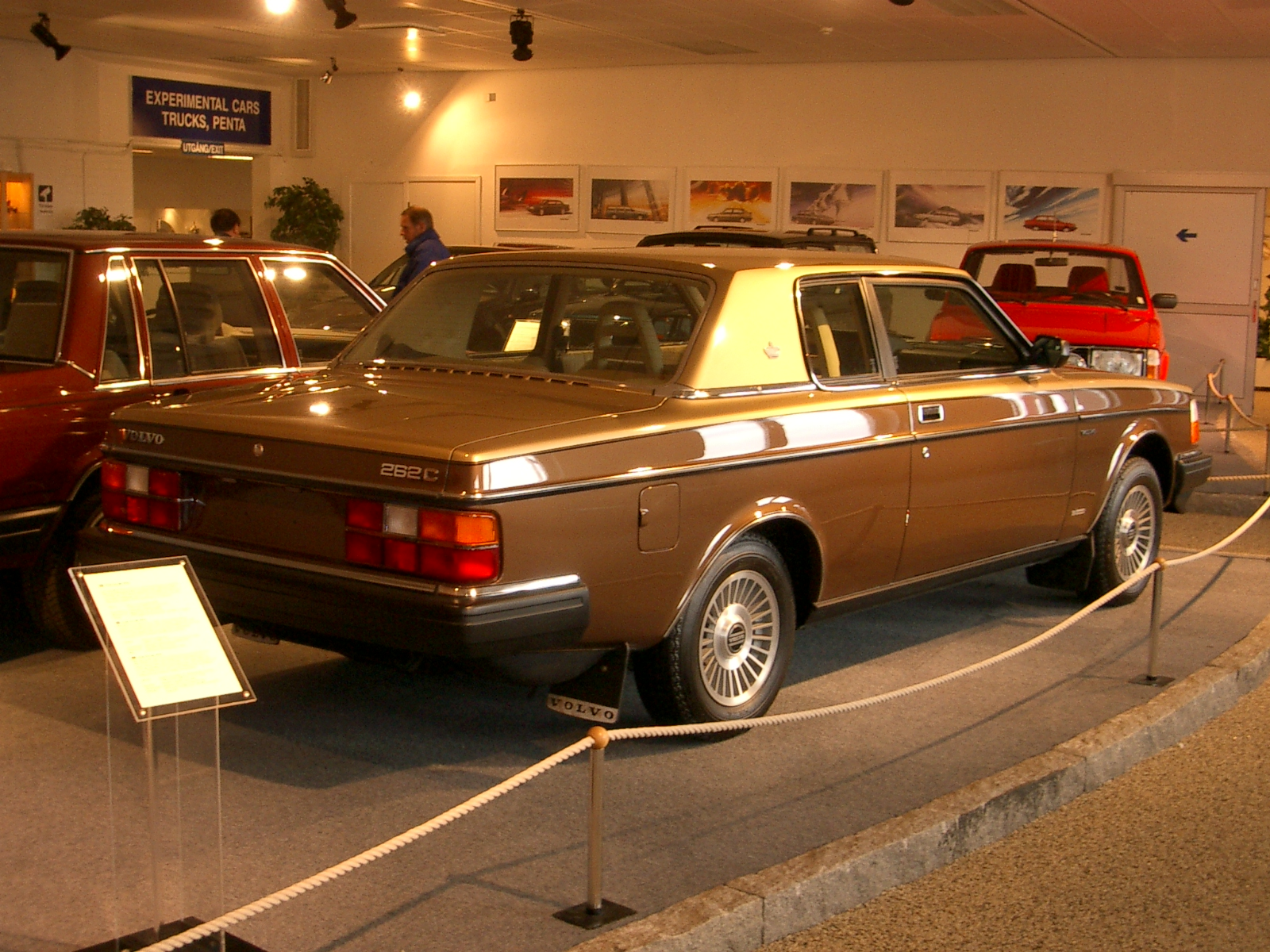
Volvo 262 C (1980 - 1981)